# Šušnjevci
Šušnjevci es una localidad de Croacia en el ejido del municipio de Bukovlje, condado de Brod-Posavina.

## Geografía
Se encuentra a una altitud de 135 m s. n. m. a 204 km de la capital nacional, Zagreb.

## Demografía
En el censo 2011 el total de población de la localidad fue de 258 habitantes.
| Gráfica de población de Šušnjevci 1857-2011                         |
|                                                                     |
| Según los censos de población de la oficina estadística de Croacia. |